# SiU-5
| SiU-5                                                    | SiU-5                                                                   |
| -------------------------------------------------------- | ----------------------------------------------------------------------- |
| Museumsoberleitungsbus vom Typ SiU-5 in Sankt Petersburg |                                                                         |
| Stückzahl                                                | 14.632                                                                  |
| Hersteller                                               | Sawod imeni Urizkowo                                                    |
| Baujahre                                                 | 1959–1972                                                               |
| Einsatzjahre                                             | 1959–1994                                                               |
| Länge über Puffer                                        | 11.870 mm                                                               |
| Breite:                                                  | 2680 mm                                                                 |
| Höhe (ohne Ausrüstung auf dem Dach):                     | 3120 mm                                                                 |
| Radstand:                                                | 6100 mm                                                                 |
| Bodenfreiheit:                                           | 200 mm                                                                  |
| Wendekreis:                                              | 12 m                                                                    |
| Leermasse:                                               | 9,8 t                                                                   |
| Höchstgeschwindigkeit:                                   | 68 km/h                                                                 |
| Anfahrbeschleunigung:                                    | 1,3 m/s²                                                                |
| Motortyp:                                                | DK-207A / DK-207G                                                       |
| Stromsystem:                                             | 600 Volt Gleichstrom                                                    |
| Stundenleistung:                                         | 95 / 107 kW                                                             |
| Steuerung:                                               | Schützsteuerung                                                         |
| Bremse:                                                  | Widerstandsbremse, direkt wirkende Druckluftbremse, Handfeststellbremse |
| Sitzplätze:                                              | 35                                                                      |
| Stehplätze:                                              | 87 (8 Passagiere pro m²)                                                |

SiU-5 (russisch ЗиУ-5, Transliteration auch ZiU-5) ist die Bezeichnung eines sowjetischen Oberleitungsbustyps. Die Solowagen wurden vom Werk Sawod imeni Urizkowo in der Oblast Saratow in Russland hergestellt. Heute firmiert das Unternehmen unter dem Namen Trolsa. Die Baureihenbezeichnung setzt sich aus der Abkürzung des offiziellen Herstellernamens SiU und der fortlaufenden Ordnungsnummer des Entwurfs zusammen. Die Mitarbeiter der Verkehrsbetriebe gaben diesen Wagen den Spitznamen „Pjatjorka“, welches in der russischen Sprache eine Verniedlichung des Zahlworts „Fünf“ darstellt.
SiU entwarf den Typ im Jahr 1959, um den Bedarf der sowjetischen Verkehrsbetriebe an Großraumobussen zu decken. Die erste Serie bestand aus 200 SiU-5 und wurde im selben Jahr hergestellt. Sie wurde für umfangreiche Tests nach Moskau geliefert. Nach der Behebung von Mängeln wurde in den 1960er Jahren der SiU-5 zum vorherrschenden Modell im Fuhrpark vieler sowjetischer Obusbetriebe. Auch wurde er nach Ungarn und Kolumbien exportiert. Aus technischer Sicht wies das Fahrzeug in seiner Konstruktion einige für die damalige Zeit fortschrittliche Lösungen auf. Zu ihnen zählten der selbsttragende Wagenkasten, die Servolenkung und die vollautomatische Schützsteuerung. Die Fahrgäste profitierten im Vergleich zu den älteren sowjetischen Obustypen von einer Verbesserung des Fahrtkomforts. Im gesamten Produktionszeitraum wurde der ursprüngliche Entwurf mehrmals modernisiert, es gab daher verschiedene Ausführungen des SiU-5. Im Jahr 1971 konnte der Hersteller die Arbeiten am neuen Nachfolgemodell SiU-9 vollenden. Daraufhin wurde die Produktion des SiU-5 im Folgejahr eingestellt.
Insgesamt baute SiU 14.632 SiU-5-Oberleitungsbusse. Rund zehn Jahre nach dem Ende der Serienproduktion des SiU-5 begann sich die Zahl der einsatzbereiten Fahrzeuge dieses Typs infolge von Problemen mit deren Wagenkästen sehr schnell zu verringern. Die Lieferung zahlreicher SiU-9 machte die Erhaltung der alten Oberleitungsbusse überflüssig, so dass die SiU-5 in den Jahren 1983 bis 1989 von den Straßen der sowjetischen Städte verschwanden. Der letzte wurde 1994 in Sankt Petersburg ausgemustert, einzelne erhaltene Exemplare dieses Modells werden als Museumsfahrzeuge genutzt oder als technische Denkmäler konserviert.

## Geschichte

### Vorgeschichte
In die Zeit nach dem Ende des Zweiten Weltkrieges fällt die rasche Verbreitung und Entwicklung der Oberleitungsbusse im öffentlichen Personennahverkehr der Sowjetunion. Der Oberleitungsbus wurde von der sowjetischen Führung in dieser Periode als fortschrittlichste Lösung der vorhandenen Verkehrsprobleme angesehen. Eine gemeinsame Straßeninfrastruktur mit dem Kraftverkehr nutzend, lagen laut der damals vorherrschenden Meinung die Kosten für Aufbau und Betrieb im Vergleich mit der Straßenbahn niedriger. Dies war ein wichtiger Faktor, die den Obusbetrieben in der sowjetischen Planwirtschaft eine Priorität einräumte. Außerdem setzten viele sowjetische Straßenbahnbetriebe kleine zweiachsige Fahrzeuge ein. Daher waren die Oberleitungsbusse bei der Sitzplatzanzahl je Einheit, im Vergleich zu Straßenbahnzügen aus Trieb- und Beiwagen, zeitweilig im Vorteil.
| Kennwerte                                            | 1940 | 1950 | 1960 | 1970   | 1980   | 1985   |
| Städte mit Oberleitungsbusbetrieben                  | 8    | 34   | 53   | 111    | 163    | 176    |
| Fahrleitungslänge in Kilometern                      | 329  | 949  | 3030 | 8142   | 14.004 | 16.294 |
| Wagenbestand                                         | 800  | 1800 | 5400 | 15.800 | 23.900 | 26.800 |
| jährliche Beförderungsleistung in Millionen Personen | 294  | 945  | 3055 | 6122   | 9035   | 9974   |

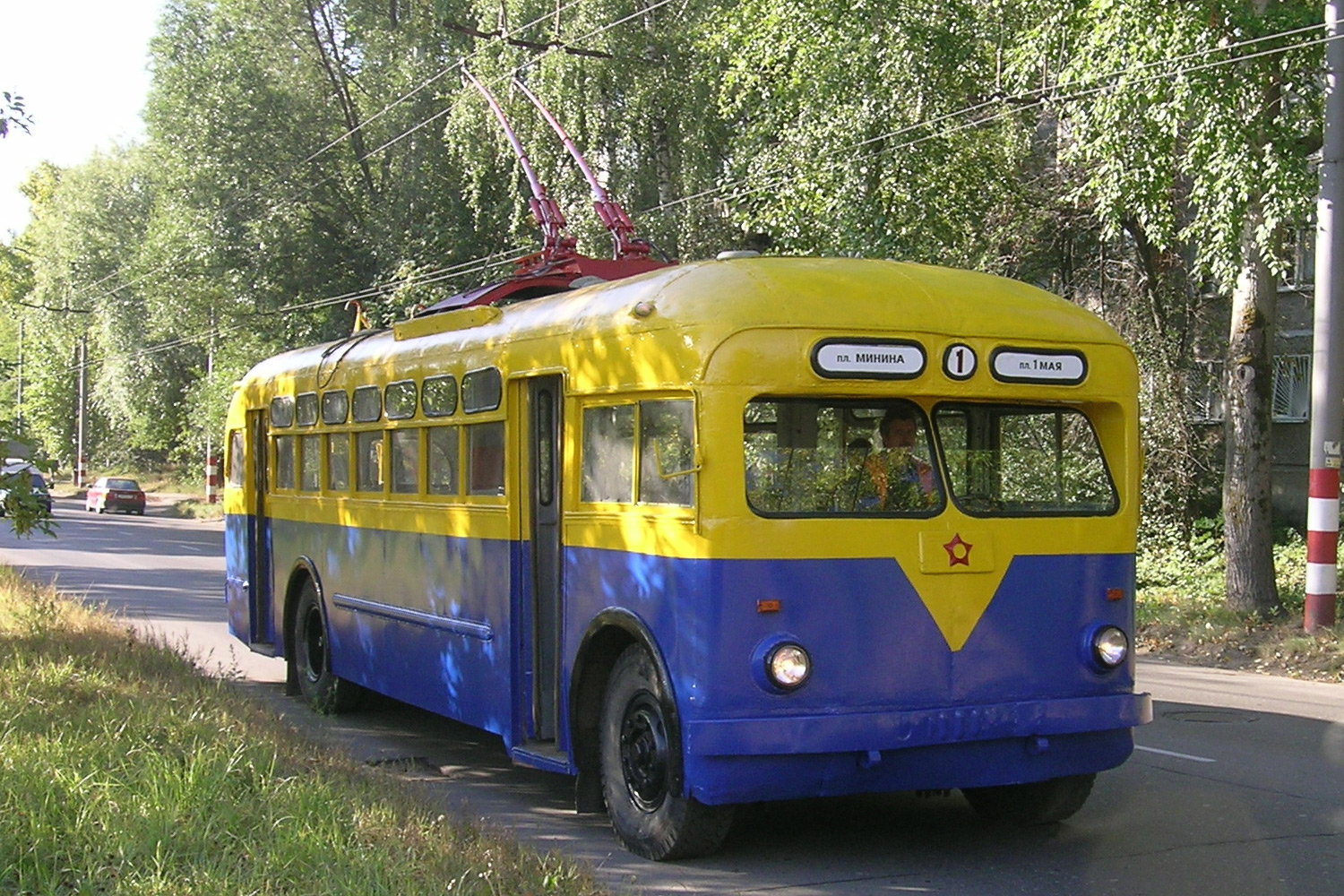
Oberleitungsbus vom Typ MTB-82

Seit 1946 waren die MTB-82 (russisch МТБ-82) die Grundlage des sowjetischen Obusfuhrparks. Sie waren einfache, langlebige und, bei richtiger und gleichzeitig anspruchsloser Wartung, zuverlässige Fahrzeuge. Vom technischen Standpunkt her waren sie jedoch veraltet, bei Fahrern und Fahrgästen galten sie als unkomfortabel. Einige Mängel bedingten einander, eine Besonderheit der Konstruktion führte zum anderen Nachteil. Zum Beispiel besaß der Hauptelektromotor des MTB-82 eine Schützsteuerung, aber sie funktionierte nicht automatisch und lediglich zwei Fahrstufen waren für die unbegrenzte Nutzung bei konstanter Geschwindigkeit geeignet. Falsches Schalten beim Beschleunigen und besonders das lange Fahren in ungeeigneten Schaltstufen konnte zur Überhitzung der Anfahrwiderstände und in der Folge zu deren Zerstörung führen. Im schlimmsten Fall konnte es zu Bränden kommen. Daher sollte der Fahrer einige Erfahrung haben, um den MTB-82 gefahrlos zu lenken, für Anfänger war das Fahrzeug nicht einfach und sicher zu führen. Der unverhältnismäßig große Führerstand konnte im Winter nur sehr schlecht beheizt werden, die schmalen Türen und Durchgänge zwischen den Sitzplätzen und der sehr kleine vordere Eingangsbereich verhinderten einen schnellen Fahrgastwechsel. Die kleinen Fenster, die tiefe Decke, sowie die enge Bestuhlung führte bei großgewachsenen Menschen zu Unbehagen. Der Bedarf nach einem neuen Fahrzeug war offensichtlich.
| Kennwerte                                      | KTM/KTP-1         | MTW-82         | LM/LP-49          | SiS-154   | MTB-82          |
| Verkehrsmittel                                 | Straßenbahn       | Straßenbahn    | Straßenbahn       | Omnibus   | Oberleitungsbus |
| Baujahre                                       | 1947–1961         | 1947–1961      | 1949–1968         | 1946–1950 | 1946–1960       |
| Typ                                            | Zug aus Tw und Bw | Solotriebwagen | Zug aus Tw und Bw | Solobus   | Solobus         |
| Achs- oder Radformel                           | Bo+2              | Bo'Bo'         | Bo'Bo'+2'2'       | 4 × 2     | 4 × 2           |
| Länge in Metern                                | 10 + 10           | 13,6           | 15,4 + 15,4       | 9,5       | 10,4            |
| Sitzplätze                                     | 16 + 15           | 40             | 34 + 35           | 34        | 38              |
| Stehplätze bei acht Fahrgästen je Quadratmeter | 100 + 108         | 140            | 165 + 170         | 26        | 48              |
| Leermasse, Tonnen                              | 12,5 + 8          | 17,5           | 19,5 + 13,8       | 8,1       | 9,25            |
| Leistung, kW                                   | 2×50              | 4×55           | 4×55              | 1×83      | 1×80            |
| Leistung/Gewicht ohne Fahrgäste, kW/t          | 4,9               | 12,6           | 6,6               | 10,2      | 8,6             |

### Entwicklung

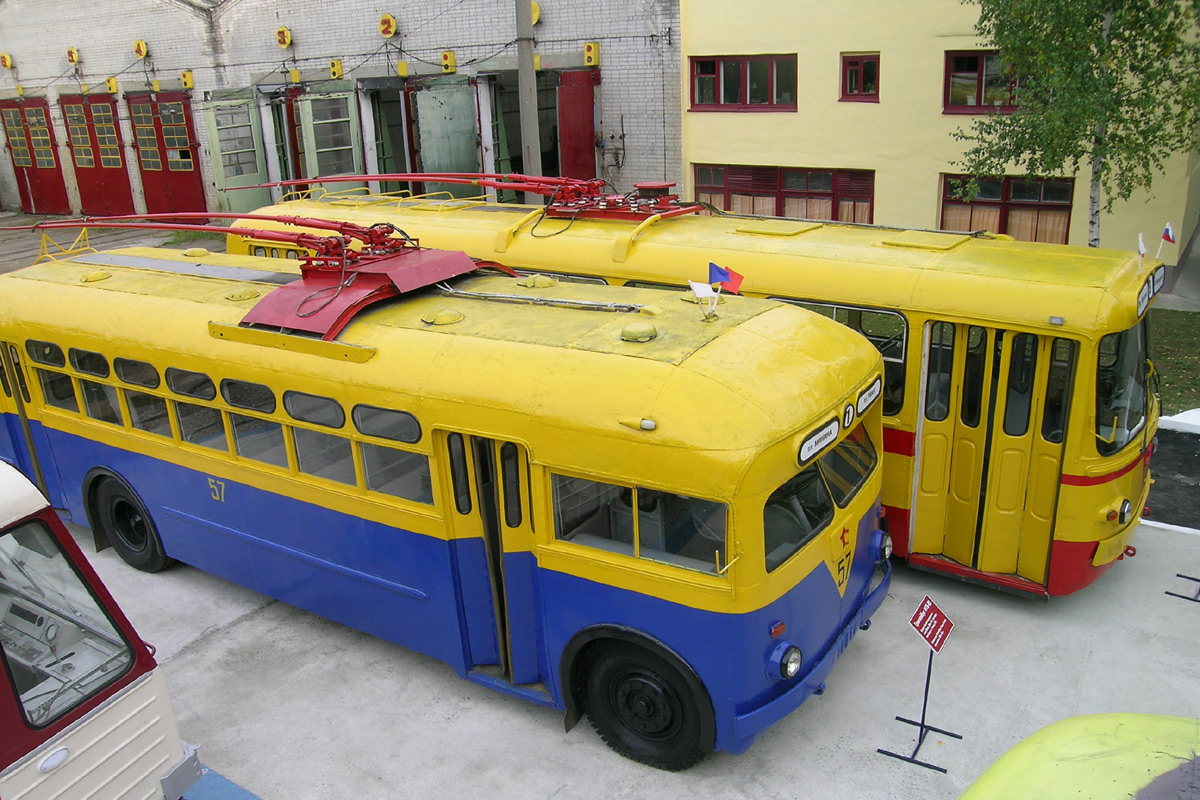
Ansicht der MTB-82- und SiU-5-Oberleitungsbusse von der Seite

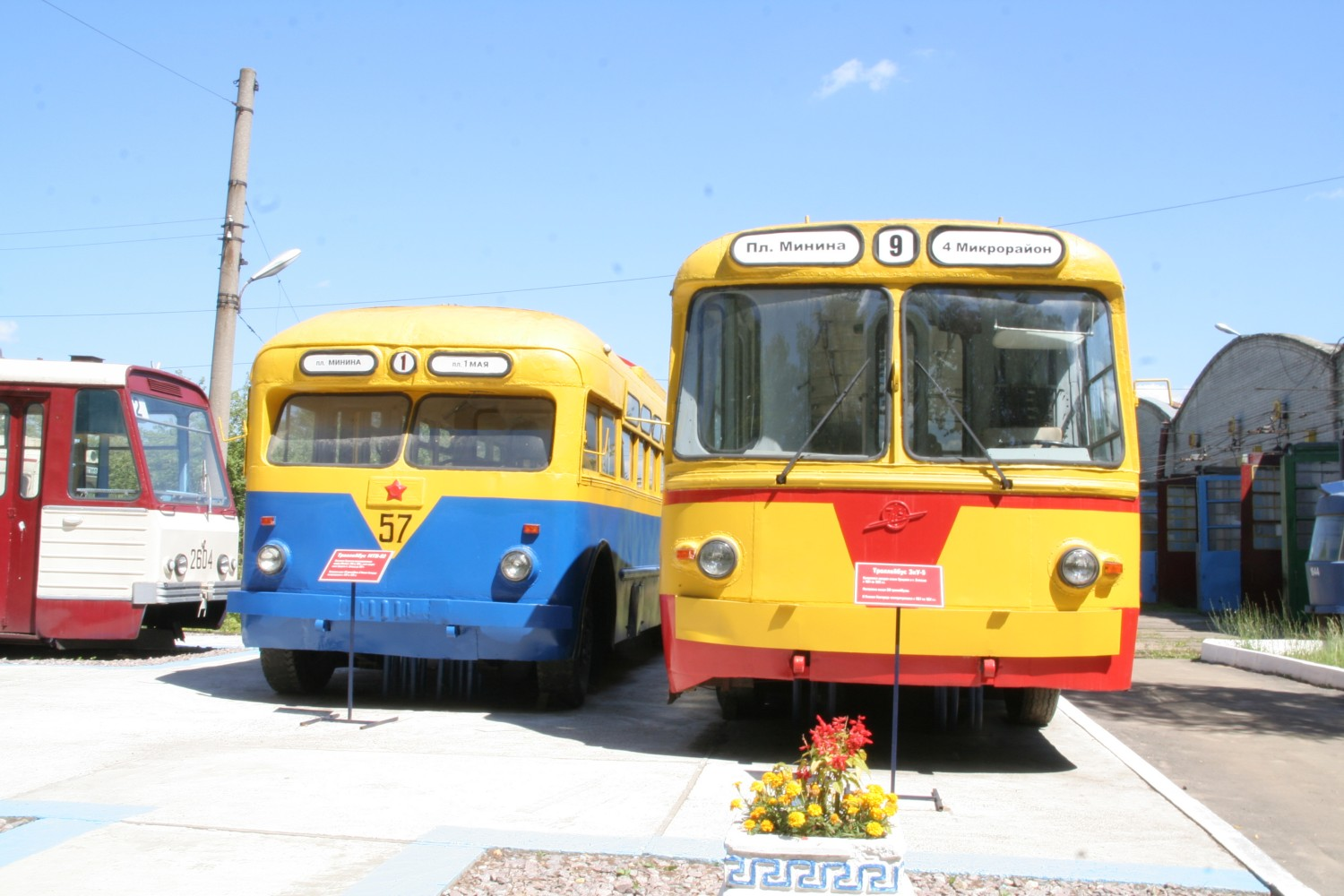
Frontansicht der beiden Obustypen

Der einzige größere Hersteller von Oberleitungsbussen in der UdSSR war seit 1951 das Sawod imeni Urizkowo, ein Betrieb in der Stadt Engels bei Saratow. Dieses Werk begann im Jahr 1951 erfolgreich die Serienproduktion des MTB-82, nachdem dessen ursprünglicher Entwickler, das Sawod Nummer 82 im damaligen Moskauer Vorort Tuschino, den zivilen Maschinenbau aufgab und zur Fertigung von Militärflugzeugen zurückkehrte. Obwohl die Frage über ein neues Modell bereits seit dem Beginn der dortigen Serienproduktion besprochen wurde, verzögerte sich der Entwicklungsprozess infolge der hohen Nachfrage nach Obusfahrzeugen in dem riesigen Land und der starken Belastung des Personals bei der Organisierung der Serienproduktion bis zur Mitte der 1950er Jahre. 1955 wurde der Prototyp der Neukonstruktion TBU-1 und 1956 bis 1957 eine Kleinserie von, inklusive des Prototyps, zehn Fahrzeugen gebaut und in Moskau getestet. Der Entwurf mit seinen vielen für den sowjetischen Obusfahrzeugbau fortschrittlichen Lösungen zeigte nicht nur insgesamt zahlreiche Mängel und eine geringe Zuverlässigkeit, sondern auch Spielraum für Verbesserungen. Es gab weitere damit zusammenhängende Entwicklungen auf dem Gebiet der Oberleitungslastkraftwagen – SiU baute die Versuchstypen TBU-2, TBU-3 und TBU-4, die alle die Fähigkeit besaßen, mittels Batterienotfahrt kurze Strecken ohne Oberleitung zu fahren. Zu einer Serienproduktion dieser Modelle kam es jedoch nicht.
Der fünfte Entwurf war ein stark überarbeiteter TBU-1 mit einigen Besonderheiten gegenüber der ursprünglichen Variante sowie neuen konstruktiven Lösungen. Als dieser serienreif war, wurden die alten TB-Bezeichnungen der Obusfahrzeuge (wie JaTB, MTB und TBU) für die neuen Wagen aufgegeben, so dass der neue Oberleitungsbus seinen offiziellen Namen aus der Abkürzung des Entwicklers und Herstellers (SiU) sowie der Ordnungsnummer des Entwurfs (5) erhielt. Der SiU-5 übernahm die äußere Erscheinung des TBU-1 sowie dessen vollautomatische Schützsteuerung, die wesentlich breiteren Türen und die Anordnung des Hauptmotors zwischen den Radachsen waren die bedeutendsten Merkmale des neuen Modells. Der Hauptmotor des TBU-1 befand sich dagegen hinter der Hinterradachse, was sich in der Praxis als problematisch erwies.
Die erste Serie der SiU-5 war recht umfangreich für ein Versuchsfahrzeug. 200 neue Oberleitungsbusse dieses Typs wurden für groß angelegte Tests unter realen Einsatzbedingungen an das 2. Moskauer Obusbetriebswerk geliefert. Die gefundenen Mängel des Entwurfs wurden unmittelbar auf der Fertigungsstraße sowie bei den bereits gebauten und benutzten Fahrzeugen behoben. Im Ergebnis wies die zweite Serie der SiU-5 im Jahr 1960 bedeutende konstruktive Unterschiede zur ersten auf. Obwohl es noch immer einige Probleme mit dem Entwurf gab, zeigten sogar die zu Beginn unzuverlässigen SiU-5, dass sie die Vorgänger vom Typ MTB-82 hinsichtlich Effektivität und Bequemlichkeit für Fahrgäste und Fahrer übertrumpften. Auch ermöglichten sie einen größeren Gewinn für die Verkehrsbetriebe – der bessere Komfort zog mehr Fahrgäste an und die Arbeitsbedingungen für die Schaffner wurden erleichtert. So konnte beispielsweise der mit SiU-5 ausgerüstete neue Obusbetrieb in Noworossijsk so viel Gewinn erwirtschaften, dass die alte und aus dem Stadthaushalt subventionierte Straßenbahn fast unverzüglich nach der Eröffnung des Obusverkehrs geschlossen wurde. Die Nachfrage war derart hoch, dass die sowjetische Führung beschloss, die Serienfertigung des MTB-82 im Jahr 1961 zu beenden und alle Bemühungen auf die Ausweitung der Produktion und die Verbesserung der Qualität des SiU-5 zu konzentrieren.
Die Verbesserung des Entwurfs war eine ständige Arbeit für die Ingenieure und Technologen des SiU. Die Konstruktionsdetails der Fahrzeuge änderten sich manchmal signifikant, wie jedoch das SiU diese Varianten bezeichnete, ist bis zur Mitte der 1960er Jahre unklar. Danach lieferte das Werk offiziell die Ausführung SiU-5G (russisch ЗиУ-5Г) aus. Nach der großen Erweiterung und Modernisierung des Betriebes im Jahr 1969 wurde die letzte Serienausführung SiU-5D (russisch ЗиУ-5Д) entwickelt. Sie wies gegenüber der Version SiU-5G viele Unterschiede auf, jedoch wurde selbst diese fortschrittlichere Version nicht allen Anforderungen der sowjetischen Führung gerecht. In dieser Zeit arbeitete das Konstruktionsbüro des SiU an einem neuen Obusmodell als Ersatz für den SiU-5. Dieser Wagen, der in den Betriebsunterlagen SiU-9 genannt wurde und im neuen sowjetischen Klassenverzeichnis der schienenlosen Fahrzeuge die Bezeichnung SiU-682 erhielt, wurde nach den erfolgreichen Tests ab 1971 in Serie gefertigt. In der Folge wurde jede Weiterentwicklung des SiU-5 eingestellt. Die aufsteigende alphabetische Reihenfolge bei der Bezeichnung der Modifikationen G und D (im russischen Alphabet) sowie die vergleichbare Praxis beim Folgemodell SiU-682 mit den nachgewiesenen Varianten B, W und G (aber ohne A-Variante) macht es wahrscheinlich, dass auch die frühen Ausführungen der SiU-5 die Indizes A, B und W erhalten haben könnten. Auch wenn es eine glaubhafte Hypothese darstellt, gibt es hierfür keine Bestätigung.
| Kennwerte                                      | KTM/KTP-2         | RWS-6          | LM-57          | SiL-158   | SiU-5           |
| Verkehrsmittel                                 | Straßenbahn       | Straßenbahn    | Straßenbahn    | Omnibus   | Oberleitungsbus |
| Baujahre                                       | 1958–1969         | 1960–1987      | 1957–1968      | 1957–1970 | 1959–1972       |
| Typ                                            | Zug aus Tw und Bw | Solotriebwagen | Solotriebwagen | Solobus   | Solobus         |
| Achs- oder Radformel                           | Bo+2              | Bo'Bo'         | Bo'Bo'         | 4x2       | 4x2             |
| Länge in Metern                                | 10,3+10,1         | 14,0           | 15,0           | 9,0       | 11,8            |
| Sitzplätze                                     | 20+22             | 39             | 37             | 32        | 35              |
| Stehplätze bei acht Fahrgästen je Quadratmeter | 65+72             | 158            | 170            | 38        | 87              |
| Leermasse, Tonnen                              | 11+8,5            | 16,5 (17)      | 18,5           | 6,5       | 9,8             |
| Leistung, kW                                   | 2×46              | 4×36 (43)      | 4×45           | 1×80      | 1×95 (107)      |
| Leistung/Gewicht ohne Fahrgäste, kW/Tonne      | 4,7               | 8,7 (10,1)     | 9,7            | 12,3      | 9,7 (11)        |

Anmerkungen:
1. 1 2 3  Daten für die RWS-6M2-Ausführung, die ab 1974 gebaut wurde und in Mehrfachtraktion verkehren konnte.
2. 1 2  Daten für die SiU-5D-Ausführung, die ab 1969 gefertigt wurde.

### Serienproduktion
Die Serienproduktion des SiU-5 dauerte von 1959 bis einschließlich 1972. In ihrem Verlauf existierte eine breite Kooperation zwischen verschiedenen sowjetischen Maschinenbaubetrieben. Das Urizki-Werk baute nur einen Teil der Geräte und Teile des Oberleitungsbusses in Eigenleistung, andere wurden von Zulieferbetrieben beigesteuert. Unter ihnen war eine Reihe von großen Herstellern, beispielsweise wurde die elektrische Ausrüstung, wie Hauptmotor und Schützsteuerung, vom Moskauer „Dynamo“-Werk geliefert, vom Minski Awtomobilny Sawod kamen bereits fertig montierte Hinterachsen. Räder, Fensterscheiben, die pneumatische Ausrüstung und eine Reihe anderer kleinerer Teile wurde ebenfalls von externen Betrieben geliefert. Mit der Annahme der neuen Ausführung SiU-5D im Jahr 1969 wurde die Kooperation in der Serienproduktion international – diese Variante erhielt eine Hinterradachse des ungarischen Nutzfahrzeugherstellers Rába.
Ab 1971 wurde die Serienproduktion des neuen Folgemodells SiU-9 auf den Fertigungsstraßen des SiU begonnen. Während einer gewissen Zeit, die zur Behebung der Kinderkrankheiten des neuen Entwurfs und zur Anpassung der technologischen Prozesse nötig war, baute der Betrieb beide Modelle gleichzeitig. Im Jahr 1972 war diese Übergangsperiode beendet und das SiU stellte vollständig auf den SiU-9 um. Über den ganzen Zeitraum der Serienproduktion fertigte es 14.632 SiU-5 aller Ausführungen.

### Betriebseinsatz
Im Zeitraum von 1959 bis einschließlich 1972 wurden SiU-5-Fahrzeuge unter Überwachung der Zentralführung an die überwiegende Mehrheit der sowjetischen Obusbetriebe geliefert. Sie hatten fast keine Alternative, denn die Serienproduktion des MTB-82 wurde im Jahr 1960 beendet und abgesehen vom Urizki-Werk gab es keinen anderen Großbetrieb für die Fertigung von Oberleitungsbussen. Nur zwei andere Unternehmen in der UdSSR, das SWARS in Moskau und das KSET in Kiew, stellten in kleinen Serien Obusse eigener Konstruktion für ihre Städte her. Einige der Kiewer Fahrzeuge verkehrten auch in anderen ukrainischen Städten. Die einzige Ausnahme stellten die Obusbetriebe im Baltikum, der Westukraine, auf der Krim und in Georgien dar – sie wurden mit importierten tschechoslowakischen Fahrzeugen Škoda 8Tr und Škoda 9Tr ausgestattet. An alle anderen Städte wurden nur SiU-5-Oberleitungsbusse geliefert; nach der Ausmusterung der alten MTB-82-Fahrzeuge wurde der SiU-5 dort der einzige Typ in den Fuhrparks. Dabei waren einige Obusbetriebe noch nicht bereit für die Einführung dieses neuen Modells. So wurden beispielsweise in Gorki, wo das Obusliniennetz in drei unverbundene Segmente geteilt ist, 1961 die ersten fünf Fahrzeuge dieses Typs für das Netzsegment im hochgelegenen Teil der Stadt geliefert. Die Ausfahrten und Fahrzeughallen des dortigen Betriebswerks, 1947 gebaut und für die MTB-82 bestimmt, waren jedoch zu klein und schmal für die richtige Wartung der größeren SiU-5. So wurden sie nach kurzer Zeit in das Netzsegment Sormowo gebracht. Erst nach dem Bau des neuen Betriebswerks im Jahr 1972 konnte die letzte Serie der SiU-5D neben der ersten Serie der SiU-9 im hochgelegenen Teil den Verkehr beginnen.
Die große Produktionszahl führte zur Dominanz des SiU-5 unter den Obusmodellen in der UdSSR. Auch nach dem Beginn der Serienproduktion des SiU-9 blieb ihr Anteil im Fuhrpark noch recht lange bedeutend. In der UdSSR fuhren SiU-5 in den folgenden Städten:
| - Almaty - Charkow - Cherson - Gorki - Jaroslawl - Kaliningrad - Karaganda - Kiew - Kirow - Kirowograd - Krasnodar - Kujbyschew - Leningrad - Lipezk | - Minsk - Moskau - Murmansk - Noworossijsk - Nowosibirsk - Odessa - Pensa - Petrosawodsk - Poltawa - Rjasan - Rostow am Don - Saporischschja - Saratow - Stawropol | - Swerdlowsk - Tallinn - Tambow - Tiflis - Togliatti - Tscheboksary - Tschernigow - Tula - Twer - Uljanowsk - Wolgograd - Woronesch - Zelinograd |

In einigen Städten, wie Tscheboksary oder Noworossijsk begann mit diesem Typ der dortige Obusverkehr. Ebenso ging der Oberleitungsbus Tallinn 1965 mit neun SiU-5 in Betrieb. In Gorki eröffneten die SiU-5 im Jahr 1967 den Fahrbetrieb im Teilnetz des Stadtbezirks Awtosawodski Rajon.
Zehn Jahre nach dem Ende der Serienproduktion des SiU-5 begann sich die Zahl der einsatzbereiten Fahrzeuge dieses Typs infolge von Problemen mit deren Wagenkästen sehr schnell zu verringern. Die Lieferungen zahlreicher SiU-9 machte die Erhaltung der alten Oberleitungsbusse überflüssig, so dass in den Jahren 1983 bis 1985 die SiU-5 von den Straßen der sowjetischen Städte verschwanden. Mit Ausnahme von Einzelfällen wurden die letzten im Jahr 1989 in Leningrad und Odessa ausgemustert, seltene erhaltene Oberleitungsbusse dieses Modells wurden als Dienst-, Denkmal- oder Museumsfahrzeuge genutzt.
Die SiU-5-Oberleitungsbusse wurden auch an den Oberleitungsbus Budapest in der ungarischen Hauptstadt sowie in die kolumbianische Hauptstadt Bogotá verkauft. Die aus 100 Fahrzeugen bestehende ungarische Partie wurde in den Jahren 1966 bis 1969 geliefert. Die erste Aussonderung fand im Jahr 1975 statt, der letzte SiU-5 ging 1982 außer Dienst. Die ungarischen Verkehrsmitarbeiter waren unzufrieden mit dem schlechten Blickfeld aus der Fahrerkabine im Bereich der vorderen Tür zur rechten Seite. Um dieses Problem zu lösen, wurde die Konstruktion der vorderen Tür verändert. Die ursprünglich zweiflügelige Falttür mit je zwei beweglichen Teilen wurde durch einen einzelnen Flügel mit drei Teilen ersetzt; der vordere Flügel wurde steif befestigt und erhielt ein großes Fenster für ein besseres Blickfeld.

## Technische Beschreibung

### Wagenkasten

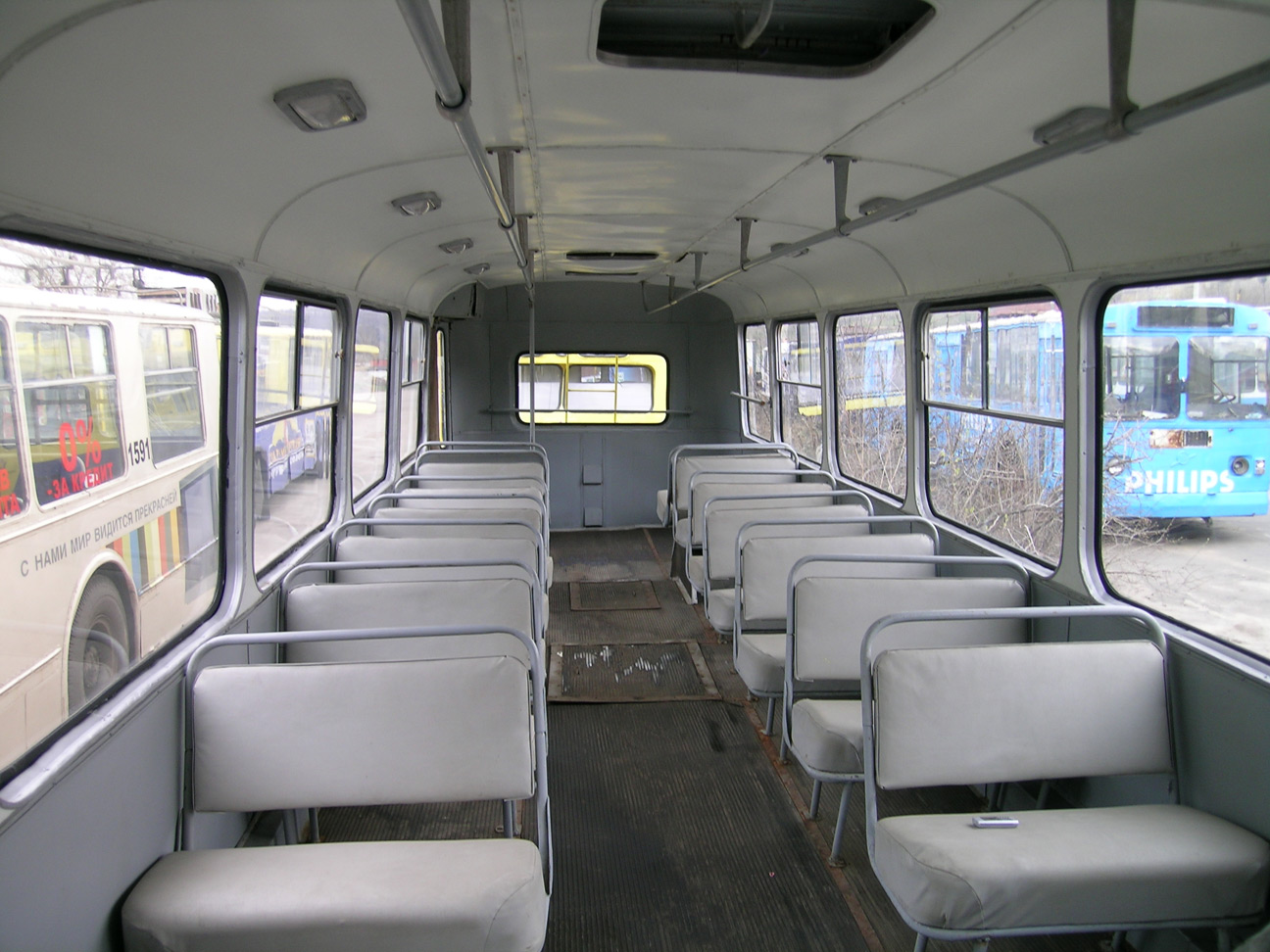
Blick auf den Fahrgastraum in Richtung Heck

Der selbsttragende Wagenkasten des SiU-5 war ein komplett geschweißtes Gerüst aus gebogenen Profilstählen verschiedener Dicken und Querschnitte. Dieses Gerüst wurde mit 1,5–2 mm starken Aluminiumplatten verkleidet. Infolge der ungleichen Materialien in der Konstruktion des Wagenkastens wurden Gerüst und Platten miteinander vernietet. Auf der Dachverkleidung wurde ein Gummiläufer angebracht, um die Gefahr des Abrutschens und eines Stromschlages für die Mechaniker bei Wartungsarbeiten zu verringern. Im Inneren erhielt der Wagenkasten eine Verkleidung aus lackiertem Furnierholz, zwischen der und den äußeren Aluminiumplatten sich eine Wärmedämmung befand. Der Bretterboden wurde auf dem Bodenrahmen des Gerüstes gedielt und besaß einen trittsicheren Gummibelag.

Schematische Darstellung des Innenraums:
Gelb: Fahrgastraum mit Sitzplätzen
Grün: Fahrerkabine
Rot: Einstiegsbereiche
Rosa: Fahrkartenautomat für Einzelfahrkarten.

Der Wagenkasten lässt sich in drei Teile gliedern: Fahrerkabine, Fahrgastraum und Unterflurraum. Die gefederten Radachsen, der Hauptmotor, der Kleinspannungsverstellmotor des Steuerungssystems, Anfahr- und Bremswiderstände, der Kompressor mit seinem elektrischen Antrieb, die Luftbehälter und die weiteren pneumatischen Geräte sowie das Akkumulatorengehäuse wurden an verschiedenen Punkten des Bodenrahmen im Unterflurraum befestigt. Für den Zugang zu diesen Teilen und Geräten befanden sich einige Luken und Wartungsöffnungen im Boden sowie Klappen in den Seitenschürzen. Der Motor war zwischen den Achsen positioniert, die Kraft wurde über eine Kardanwelle an die Hinterachse übertragen. Das Fahrzeug besaß an beiden Enden, vor der Vorderachse und hinter der Hinterachse Eingänge mit Falttüren. Die Türantriebe waren in Gehäusen über den Einstiegen angebracht. Der Fahrerplatz lag links von der Mitte des Wagenkastens und wurde vom Fahrgastraum durch ein Schott mit Eingangstür abgeteilt. Die Schütze des indirekten Steuerungssystems des Hauptmotors wurden in einem Gehäuse auf der rechten Seite der Fahrerkabine installiert. Den Fahrgastraum bildeten der kleine vordere Eingangsbereich bei der Fahrerkabine, der große hintere Eingangsbereich an der Hintertür, die Trittbretter, der bei den früheren Serien leicht erhöhte Schaffnersitz für den Fahrgastflussbetrieb, die zweisitzigen gepolsterten Sitzbänke in 2+2-Bestuhlung mit Mittelgang. Einige Metallteile im Innenraum wie Griffstangen und Griffe wurden aus ästhetischen Gründen und zum Schutz vor Korrosion verchromt. In den Fahrzeugen der ersten Serien war auf der Rückseite der Trennwand der Fahrerkabine auch eine Uhr angebracht.
Die späteren Ausführungen des SiU-5 hatten eine etwas andere Gestaltung des Fahrgastraums – die Uhr wurde abgeschafft, eine weitere Sitzbank für zwei Passagiere wurde anstelle des Schaffnersitzes installiert. Neue Kunststoffe ersetzten das Furnierholz als innere Verkleidung, statt verchromter Griffstangen und Griffe wurden anodisierte oder mit Polyvinylchlorid umhüllte Teile eingebaut. In der technischen Literatur dieser Zeit galten diese Änderungen als fortschrittliche Lösungen, die die Sicherheit der Fahrgäste vor elektrischen Schlägen verbesserten und das Säubern des Fahrzeuges erleichterten. Vordergründiger Zweck dieser Änderungen war das Bestreben der Hersteller, kostspielige technologische Methoden wie die Verchromung und später die Anodisierung zu ersetzen.

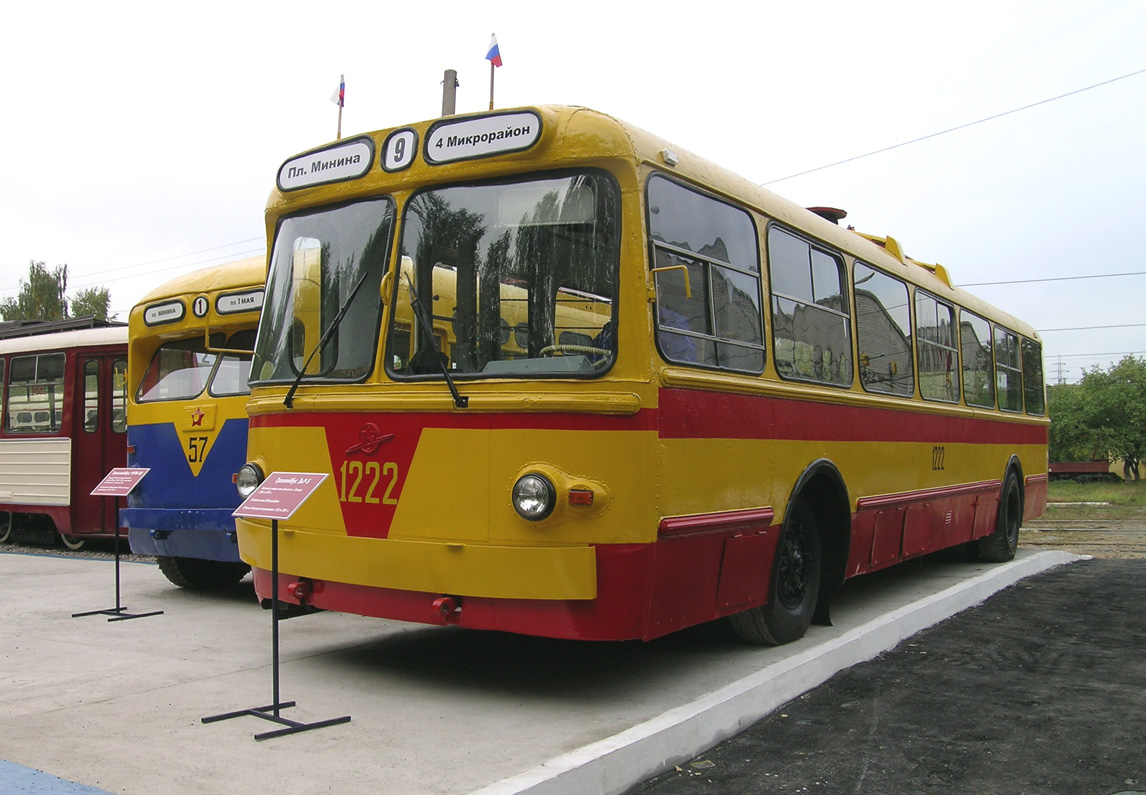
SiU-5 im Nischni Nowgoroder Museum des elektrischen Stadtverkehrs

Von außen wurde der Wagenkasten im SiU in einem der typischen Schemata lackiert:
- weißes Dach und Oberteil (über der Zierleiste unter dem Fenster), kirschroter Mittelteil (zwischen Zierleisten) und Schürze (unter der zweiten Zierleiste);
- lichtblaues Dach, Oberteil und Mitte, rote Schürzen;
- gelbes Dach, Oberteil und Mitte, rote Schürzen und Streifen unter dem Fenster mit einem „Zierspitz“ an der Front; der SiU-5D im Nischni Nowgoroder Museum besitzt eine solche Lackierung;
- weißes Dach und Oberteil, grünblaue Mitte und Schürze; der SiU-5G im Sankt Petersburger Museum besitzt eine solche Lackierung.

Das Bestreben nach Zeit- und Materialeinsparung bei der Fertigung wirkte sich negativ auf die Zuverlässigkeit des Wagenkastens aus. Im Einsatz kam es mehrfach zu Dauerbrüchen an den am stärksten belasteten Teilen des Bodenrahmens des Gerüstes. Einige Obusbetriebe (beispielsweise in Gorki und Krasnodar) bauten zusätzliche Sitze im Bereich des großen hinteren Einstiegs ein, um die Belastung der tragenden Komponenten des Wagenkastens zu verringern. Die Stahlsorte, die für die Gerüstkonstruktion benutzt wurde, hatte daneben eine negative Besonderheit — sie verlor ihre Festigkeitseigenschaften bei thermischer Einwirkung. So entstanden nach der Verschweißung des Dauerbruches im Bodenrahmen bei Instandsetzungsarbeiten bald weitere Risse in der Umgebung der Schweißnaht. In der Regel führte dies zu einem erneuten Bruch der tragenden Profilstähle des Gerüstes; das Fahrzeug fiel aus und wurde als für den weiteren sicheren Einsatz nicht geeignet verschrottet. Die Verbindung der verschiedenen Metalle für den Wagenkasten (Aluminium als Verkleidungsplatten und Eisen im Stahl des Gerüstes) verursachte eine galvanische Korrosion des Metalls mit dem höheren Standardpotential, also des Aluminiums. Obwohl dies nicht die Hauptursache des Verfalles der Konstruktion war, ergänzte es alle negativen und zerstörenden Faktoren. Im Ergebnis war die Nutzungsdauer des ganzen Fahrzeuges nicht lang, im Gorkier Betriebswerk Nr. 1 überstieg sie beispielsweise keine elf bis zwölf Jahre, wobei die Oberleitungsbusse gerade infolge des schlechten Zustandes der Wagenkästen ausgemustert wurden.

### Mechanische Ausrüstung

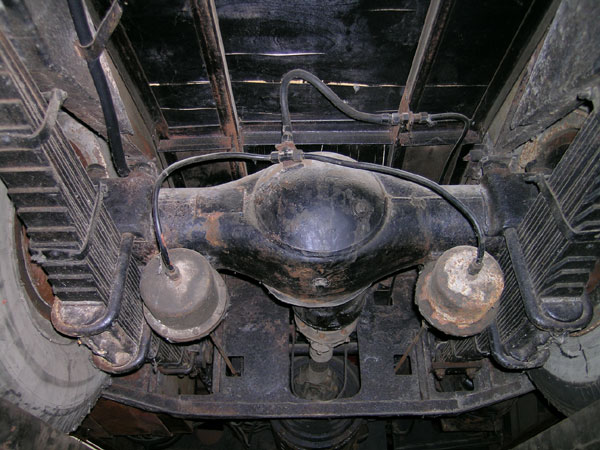
Die Hinterradachse des SiU-5-Oberleitungsbusses

Die mechanischen Teile der SiU-5 waren typisch für die in den 1950er- und 1960er-Jahren gefertigten Oberleitungsbusse. Zur Ausrüstung gehörten
- die Vorderachse mit Schneckenlenkung;
- die Antriebshinterachse mit dem Differentialgetriebe;
- die Kraftübertragung vom Anker des Hauptmotors zum Differentialgetriebe aus Vorgelege und Kardanwelle;
- die Federung der Achsen am Wagenkasten;
- die Trommelbremsen an allen Rädern.

Bei einer Bremsung wurde der Anpressdruck der Backen zur Trommel durch den pneumatischen Antrieb und Bremsrückzugfedern reguliert. Daneben gab es eine Handfeststellbremse mit Stangen und Hebeln für das Halten des Fahrzeuges auf abschüssiger Straße. Die Verwendung der Handfeststellbremse während der Fahrt war nur im Notfall eines technischen Versagens des pneumatischen Bremsantriebes erlaubt.
Zum Federungssystem gehörten vier halbelliptische Blattfedern und vier Teleskopstoßdämpfer, zwei je Radachse. Die beim SiU-5 erstmals in sowjetischen Obusbau eingeführten Teleskopstoßdämpfer verbesserten die Laufruhe des Fahrzeuges gegenüber seinen Vorgängern erheblich.

### Elektrische Ausrüstung

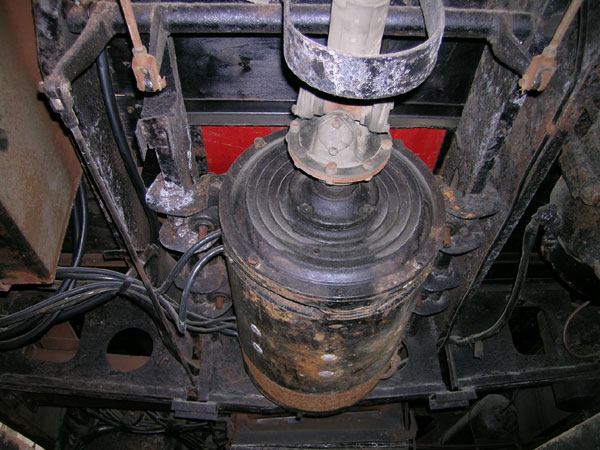
DK-207G-Treibmotor des SiU-5

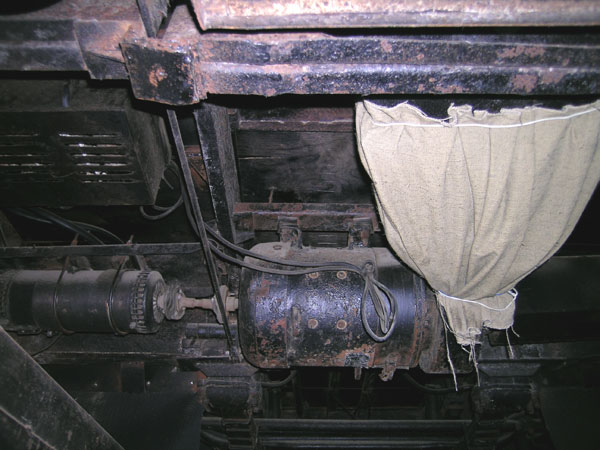
Der Motorgenerator (Umformer) des SiU-5-Oberleitungsbusses

Die elektrische Ausrüstung des SiU-5 lässt sich in Hoch- und Niederspannungskreise gliedern. Das Fahrzeug erhielt die elektrische Energie über zwei konventionelle drehbare Stangenstromabnehmer ohne Retriever von einer zweipoligen Oberleitung. Es war für eine Netzspannung von 600 Volt Gleichstrom ausgelegt.
Die Fahrleitung diente als direkte Stromquelle für den Hochspannungskreis. Der DK-207A-Triebdoppelschlussmotor (DK-207G bei der Ausführung SiU-5D), die Anfahr- und Bremswiderstände, der Wendeschalter, sowie die Schütze der Steuerungssysteme waren die für die Fahrt verantwortlichen Teile dieses Stromkreises. Neben dieser Ausrüstung wurde eine Reihe anderer Verbraucher und Geräte mit Hochspannung betrieben:
- die Innenbeleuchtung des Fahrgastraums – Kleinspannungsglühlampen in Reihe geschaltet, so dass die Spannung ausreichend reduziert wurde;
- der Kompressorantrieb;
- der Motorgenerator für die Stromversorgung der 24-Volt-Niederspannungskreise;
- der Leitungsschutzschalter.

Wichtige Komponente der Hochspannungskreise war ein sogenannter „Radioreaktor“. Diese Drossel diente in Reihe geschaltet der Funkentstörung, also der Vermeidung unerwünschter Hochfrequenzemissionen.
Die 24-Volt-Niederspannungskreise erhielten ihre Energie aus dem ununterbrochen eingeschalteten Motorgenerator. Dieses Gerät war ein 600-Volt-Elektromotor mit einem koaxial verbundenen 24-Volt-Generator. Diese Methode der Transformation der 600-Volt-Gleichspannung in 24-Volt-Gleichspannung ist sehr einfach, erzeugt im Betrieb jedoch ständig Lärm. Bei sorgfältiger Schmierung und Zentrierung konnten die Geräusche allerdings auf einem erträglichen Niveau gehalten werden. Im Falle des Spannungsausfalls in der Oberleitung, dem Abspringen der Stangenstromabnehmer von den Drähten oder beim Halt mit gesenktem Stangenstromabnehmer wurde die Funktionsfähigkeit dieses Kreises durch zwei Akkumulator-Batterien unterstützt. Im Unterschied zum Kraftomnibus hatte der SiU-5-Oberleitungsbus keinen Anlasser und seine Hoch- und Niederspannungskreise waren vollständig abgetrennt, daher war eine Fahrt mit Hilfe der Energie der Akkumulatoren nicht möglich. Die Verbraucher und Geräte im Niederspannungskreis waren:
- das Steuerungssystem für die Schütze des Hauptmotorkreises;
- die Außenbeleuchtung und Beleuchtung der Fahrerkabine;
- die Fahrtrichtungsanzeiger, Bremsleuchten und Hupe;
- die Heizung des Fahrgastraums;
- die Türantriebe und der Scheibenwischer;
- die Prüfmessausrüstung: Spannungs- und Strommessgerät, sowie die Anzeige der Schützzustände;
- die Funksprechanlage und das Haltesignal vom Fahrgast oder Schaffner zum Fahrer;
- ein Satz Schmelzsicherungen zum Überstromschutz der Geräte im Niederspannungskreis.

Diese Teilung der elektrischen Ausrüstung wurde durch zwei Hauptfaktoren bedingt. An erster Stelle stand die Sicherheit des Fahrers und der Fahrgäste. So wurden fast alle Hochspannungsgeräte vom Fahrgastraum und Führerstand in den Unterflurraum oder den Deckenbereich verlegt. Dies verringerte die Wahrscheinlichkeit einer lebensgefährlichen Stromschädigung erheblich. Einzige Ausnahme war das Schütz-Paneel, das in einem Gehäuse auf der rechten Seite der Fahrerkabine installiert wurde. Die Schütze benötigten eine feuchtigkeitsgeschützte Installation zur zuverlässigen Funktion und einen guten Wartungszugang, was ihre Anordnung im Dach- oder Unterflurbereich unmöglich machte. Die Anweisungen für Fahrer und Elektromechaniker verboten strikt alle Arbeiten an diesem Gehäuse bei geöffnetem Deckel und gleichzeitig gehobenem Stromabnehmer. Alle anderen für den Fahrgastbereich benötigten Funktionen, wie die Heizung oder die Türantriebe, wurden durch 24-Volt-Niederspannungsgeräte ausgeführt. Sie waren im Falle einer Beschädigung der Isolation für Menschen sicherer. Der zweite Faktor war die Energieeinsparung: die Verwendung von Hochspannung zur Stromversorgung von prinzipiell Niederspannung benötigender Ausrüstung hätte den Einbau von Vorwiderständen im Stromkreis erforderlich gemacht. Diese würden Leistung lediglich in Wärme umsetzen und damit den Wirkungsgrad des Geräts insgesamt verringern.
Hauptbestandteil der elektrischen Ausrüstung des SiU-5 war der Motor vom Typ DK-207A mit 95 Kilowatt Nominalleistung beziehungsweise der 107 Kilowatt starke Typ DK-207G bei der Unterbaureihe SiU-5D. Beide Varianten waren Gleichstrommaschinen und Doppelschlussmotoren mit Kollektor. Mit dem Fahrschalter, dem sogenannten „Gruppenrheostatkontroller“ (GRK, russisch групповой реостатный контроллер, ГРК) regulierte der Fahrer gestuft die Stromstärke in den Läufer- und Feldwicklungen des Motors und steuerte folglich die Beschleunigung beim Anfahren des Oberleitungsbusses und seine Fahrgeschwindigkeit. Dieses Gerät war Kern der indirekten automatischen Schützsteuerung des SiU-5. Es handelt sich um einen Niederspannungsservomotor, der eine Welle mit Nocken bewegt. Diese Nocken schalten die Steuerstromkreise der Schütze ein- und aus. Der Wagenführer steuert durch die Fahr- und Bremspedale nur die Drehungen des Servomotors, er wählt also das von der Elektromechanik des GRK fest vorgegebene Programm von Beschleunigung, Bewegung mit gleichbleibender Geschwindigkeit oder Abbremsung. Der GRK kontrolliert durch Drehung des Servomotors die Reihenfolge der Ein- und Ausschaltungen der Schütze, also die Stromstärke in den verschiedenen Kreisen des Hauptmotors und damit dessen Operationsmodus. Es gab 18 Anfahr- und zwei Bremsstufen im GRK. Beim Bremsen wirkten Motor und Widerstände durch eine spezielle Schaltung als elektrodynamische Bremse. Das Fahrzeug konnte damit im Notfall auch bei fehlender Spannung im Stromnetz bis auf fünf bis zehn Kilometer in der Stunde abbremsen, der vollständige Stillstand wurde über die Hand- oder Druckluftbremse erreicht. Die Widerstandsbremse war jedoch im Unterschied zu Straßenbahnfahrzeugen infolge ihrer auf die Hinterachse beschränkten Wirkung nur ein Hilfsmittel. Der Hauptbremsmechanismus des SiU-5 wirkte pneumatisch.
Die Schützsteuerung des SiU-5 bis zur Ausführung D verlieh dem Fahrzeug eine hohe Fahrdynamik. Beim Anfahren erreichten die Busse eine Geschwindigkeit von 50 km/h sogar schneller als sowjetische PKWs dieser Zeit. Die Steuerung wurde jedoch als überdimensioniert erkannt und beim SiU-5D geändert, so dass sie bei diesem ein derartiges Beschleunigen nicht mehr zuließ.

### Pneumatische Ausrüstung

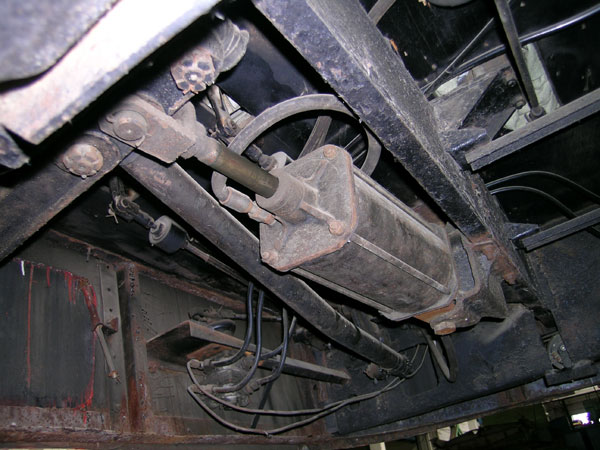
Die pneumatische Servolenkung des SiU-5-Oberleitungsbusses

Die SiU-5-Oberleitungsbusse besaßen pneumatische Systeme für den Betrieb der Bremsanlage, der Anlage zum Aufpumpen der Reifen und der Servolenkung, sowie bei den in den Jahren 1959 bis 1961 gebauten Fahrzeugen der ersten Serien der Türantriebe. Zu dieser Ausrüstung gehörten ein Kompressor (angetrieben von einem Elektromotor), ein Luftfilter, ein Manometer, drei Luftbehälter, eine Hauptluftleitung mit elektropneumatischem Druckregulator, sowie mechanische Sicherheits- und Rückschlagventile. Der normale Betriebsdruck lag im Bereich von 5 bis 6,5 Atmosphären. Das Sicherheitsventil war für das Notabblasen im Falle eines gefährlichen Anstiegs des Luftdrucks über acht Atmosphären infolge des Versagens des Druckregulators bestimmt. Die Rückschlagventile im pneumatischen System dienten der Aufrechterhaltung des Luftdrucks bei einem Druckverlust durch das undicht geschlossene Auslassventil des ausgeschalteten Kompressors. Hinzu kamen weitere Ventile, feste Stahlrohre, flexible Verbindungsgummischläuche und die erwähnten Druckluftabnehmer.
Die Wahl einer pneumatischen Servolenkung für den SiU-5 war eine ungewöhnliche technische Entscheidung, da bei anderen Fahrzeugen üblicherweise hydraulische oder elektrische Anlagen zum Einsatz kamen. Sie funktionierte jedoch ausreichend gut und erleichterte die Arbeit des Fahrers, es gab keine Beschwerden über die Zuverlässigkeit dieses Systems.

## Versionen
Oberleitungsbusse vom Typ SiU-5 wurden in einigen Varianten hergestellt, aber nur ein Teil von ihnen erhielt eine offizielle Bezeichnung als Ausführung des ursprünglichen Entwurfes. Auch wurden der SiU-6-Kraftomnibus und der SiU-7-Oberleitungsbus auf Basis des SiU-5 weiterentwickelt.

### Serienfahrzeuge

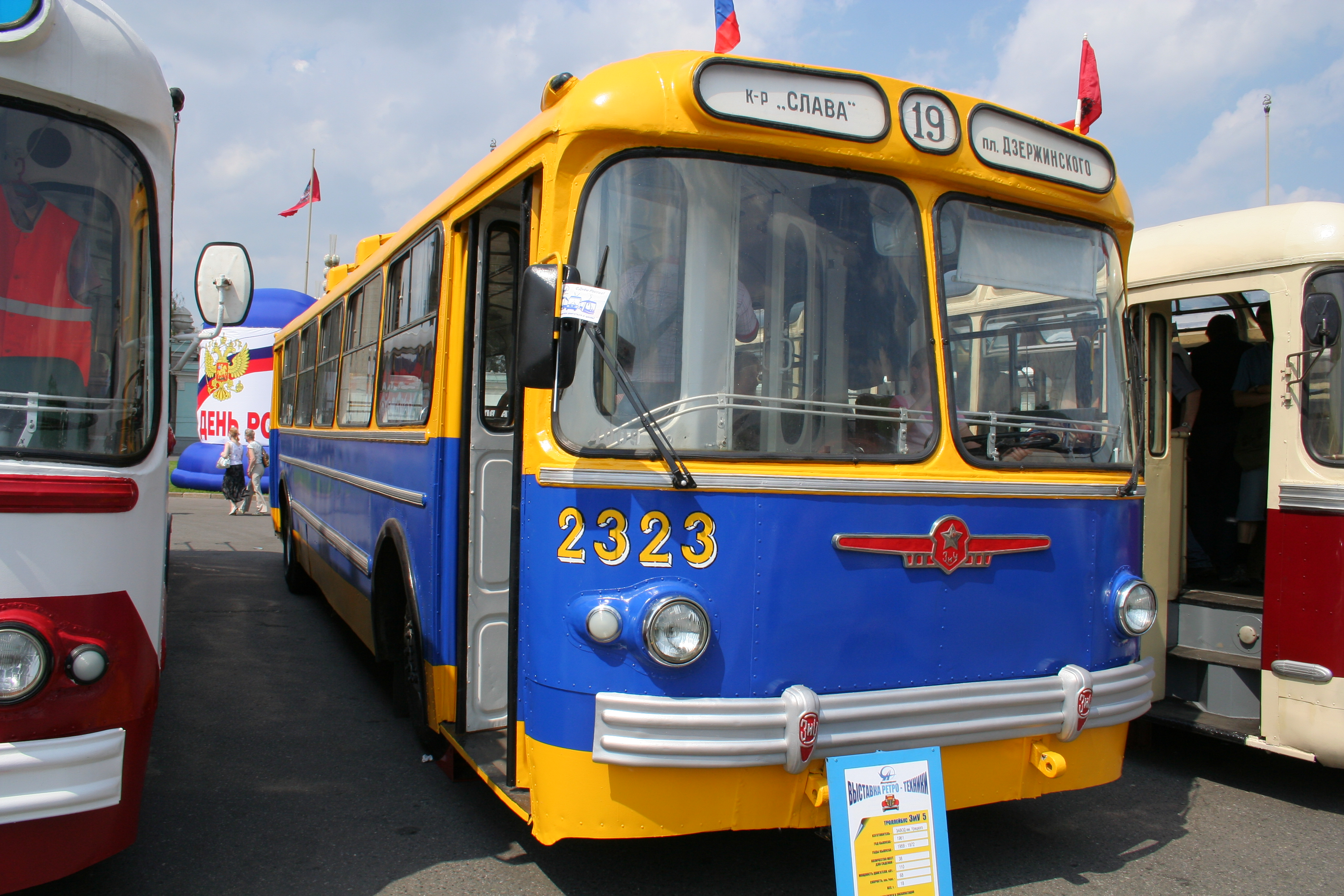
Ein im Jahr 1961 hergestellter SiU-5 bei einer Oldtimer-Schau in Moskau

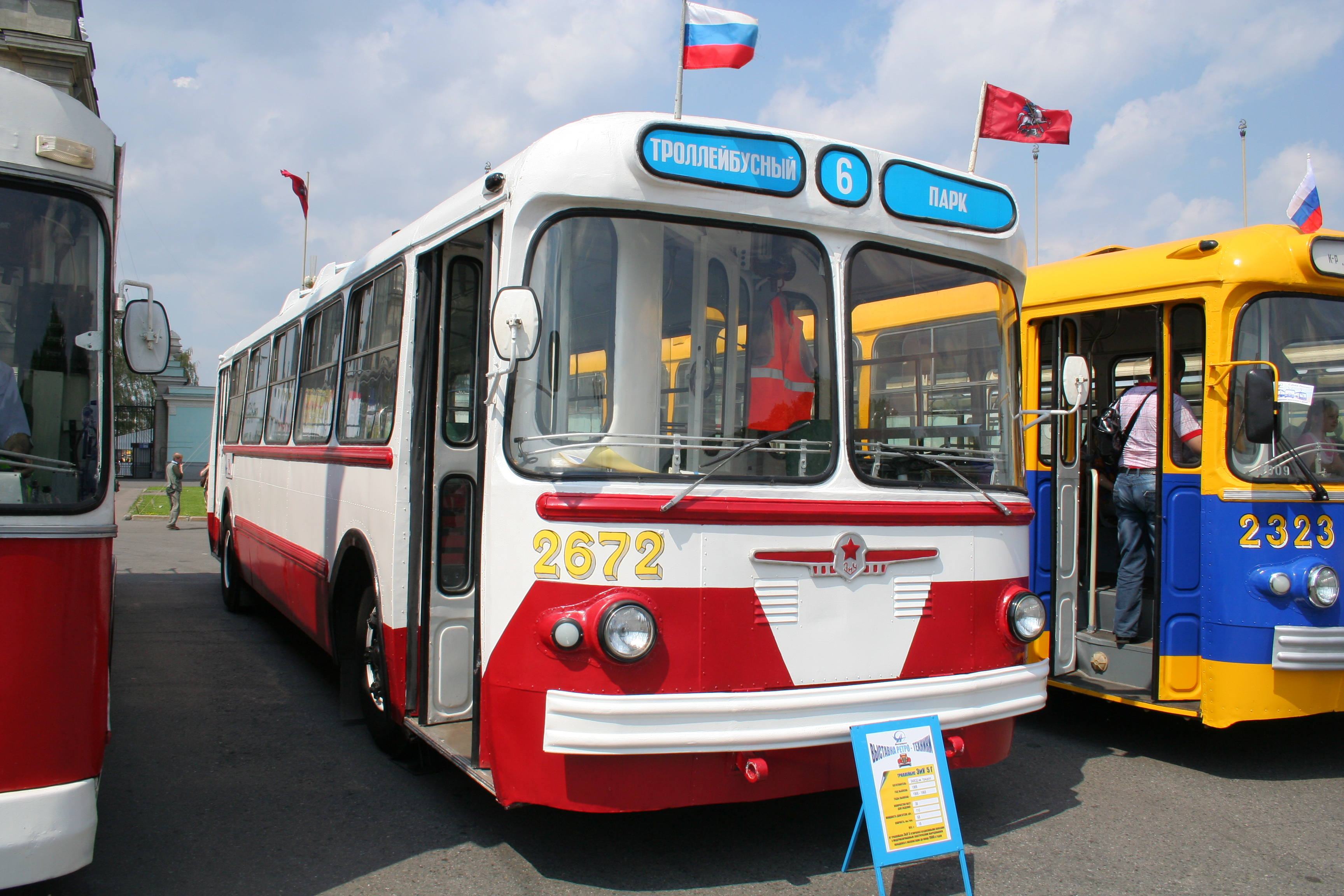
Ein weiteres Fahrzeug des Museums des öffentlichen Verkehrs in Moskau bei einer Oldtimer-Veranstaltung, ein im Jahr 1966 gebauter SiU-5G

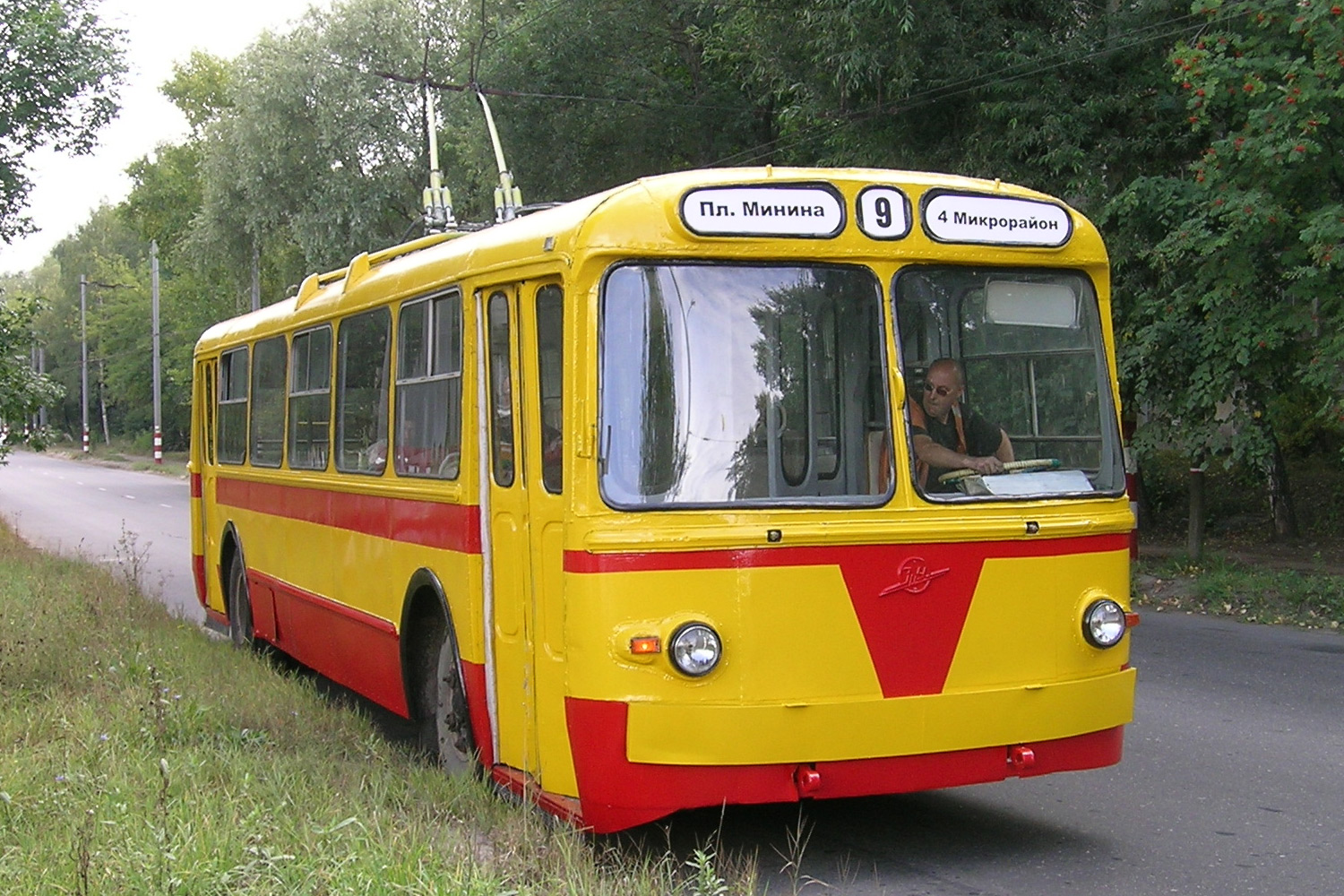
Ein im Jahr 1972 gefertigter SiU-5D in Nischni Nowgorod

Die Oberleitungsbusse des ursprünglichen Entwurfes, die SiU-5 der 1959 gebauten ersten Serie, wiesen eine bedeutende Zahl von konstruktiven Besonderheiten auf, die diese von den späteren Varianten der Fahrzeugfamilie unterscheiden. Die Verglasung des Wagenkastens und der pneumatische Türantrieb waren hiervon die bedeutendsten. Jede Hälfte der Frontscheibe dieser SiU-5 war aus zwei Sektionen zusammengesetzt und das Heck des Fahrzeuges besaß drei große Fenster. Neben der Verstärkung der Schwachstellen des selbsttragenden Wagenkastens gab es bei der Nachbearbeitung des Entwurfs Änderungen, die nicht mit der Sicherheit oder Zuverlässigkeit verbunden waren. Insbesondere wurde die Glasfläche im Heck stark verringert, so dass nur ein einziges kleines Mittelfenster übrig blieb, jeweils beide Frontscheiben einer Hälfte wurden durch eine einzelne größere ersetzt. Auch wurde anstatt des pneumatischen Türantriebes eine elektrische Ausführung installiert. Durch all diese Änderungen entstand die ab 1960 gebaute Variante für die Großserienfertigung. Diese Neuerungen wurden jedoch nicht in einem Schritt eingeführt, beispielsweise hatten zwei von fünf der neugefertigten und erstmals im Jahr 1961 nach Gorki gelieferten SiU-5-Oberleitungsbusse noch pneumatische Türantriebe. Die Weiterentwicklung des Entwurfs führte zur ersten offiziell bestätigten Ausführung SiU-5G. Infolge des Informationsmangels sind die genauen Unterschiede zwischen dieser Variante und älteren Fahrzeugen sowie deren Produktionsumfang unbekannt. Die kennzeichnende Besonderheit der Ausführung G war das kleine Gehäuse mit dem Fenster des Linienanzeigers am Heck, umgangssprachlich „Starenkasten“ genannt. Der SiU-5G wurde wie die vorherigen Versionen mit einem DK-207A-Hauptmotor mit 95 Kilowatt maximaler Leistung ausgerüstet.
Im Jahr 1969 stellte der Betrieb die Fertigung auf die neue Ausführung SiU-5D um. Im Vergleich mit dem SiU-5G wies diese Variante mehrere bedeutende Änderungen auf. Die auffallendsten äußeren Unterschiede waren das neue runde Emblem des Herstellers (dies ging zum nächsten SiU-9-Modell über) und das entfernte Linienanzeigergehäuse mit Fenster am Heck des Obusses. Die Neuerungen in der mechanischen und elektrischen Ausrüstung waren jedoch wichtiger als die äußere Erscheinung des Fahrzeuges. Es erhielt eine neue Hinterradachse, die vom ungarischen Nutzfahrzeughersteller Rába gefertigt wurde, und eine neue Version des Hauptmotors DK-207G mit einer maximalen Leistung von 107 Kilowatt. Dies machte einige Änderungen der Geräte der Schützsteuerung erforderlich.
Die Oberleitungsbusse der G- und D-Ausführungen, die für den Export ins Ausland bestimmt waren, unterlagen einer sorgfältigeren Qualitätskontrolle und sie wiesen gegenüber den Modellen für den Binnenmarkt kleine Unterschiede auf. Insbesondere wurden die SiU-5 für den Export mit zusätzlichen Griffstangen im Fahrgastraum ausgerüstet.

### Versuchsfahrzeuge
In der Entwicklungs- und Umstellungsphase von einer zur nächsten Ausführung stellte das SiU in sehr geringer Zahl Fahrzeuge mit vom Standard abweichender Ausrüstung her. Diese können als Versuchsmodelle zum Test neuer Geräte und Teile angesehen werden. Auch wurde in der Mitte der 1960er Jahre ein einziges SiU-5-Versuchsfahrzeug mit drei Türen gefertigt, der im Fahrgastverkehr in Saratow zum Einsatz kam.

### Weitere Entwicklungen
SiU-6 – Kraftomnibus mit dem Wagenkasten des SiU-5. In der Entwicklungszeit des SiU-5 gab es keine Kraftomnibusse in der UdSSR mit vergleichbarer Fahrgastkapazität, so entstand die Idee einer Umgestaltung des Oberleitungsbusses zum Kraftomnibus. Die elektrische Ausrüstung im Unterflurraum wurde vollständig durch eine mechanische Kraftübertragung, Verbrennungsmotor und Brennstofftanks ersetzt. Der neue Bus machte einen guten Eindruck, aber die Anordnung der Teile machte einen Boxermotor mit geringer Höhe erforderlich, hiervon gab es aber keine Serientriebwerke in der UdSSR. Der Import eines ausländischen Boxenmotors wurde als viel zu kostspielig betrachtet, weshalb der SiU-6 nicht in die Serienproduktion ging und nur ein Versuchsmuster blieb. Des Weiteren gab es drei überarbeitete Versionen des ursprünglichen Entwurfes, die als SiU-6-2M, SiU-6 2M und SiU-6M bezeichnet wurden. Sieben in den Jahren 1959 bis 1975 gefertigte Kraftomnibusse (ein SiU-6-Prototyp, zwei SiU-6-2M, zwei SiU-6 2M und zwei SiU-6M) fuhren in Kiew, Moskau und Sotschi.
SiU-7 – Oberleitungsbus mit mittlerer Fahrgastkapazität auf Basis des SiU-5 (dieser war ein Großraumobus nach sowjetischer Klassifikation). Die Einstellung der Serienproduktion des MTB-82 hatte auch negative Folgen: für einige Verkehrsbetriebe waren die Kapazitäten des SiU-5 zu groß. Für diese freigesetzte Nische entwickelten die Konstrukteure des SiU eine abgekürzte Variante des SiU-5, die offiziell als SiU-7 bezeichnet wurde. Das Fahrzeug war mit dem SiU-5 sehr stark vereinheitlicht. Die gesamte mechanische, pneumatische und elektrische Ausrüstung wurde ohne Änderung übertragen, nur der Aufbau des Wagenkastens war neu: Er wurde um eine Fenstersektion gekürzt und die vordere Tür wechselte ihre Position mit der der Vorderachse. Von 1966 bis 1969 wurde nur eine Kleinserie des SiU-7 von drei Fahrzeugen produziert. Mit gleichwertiger Motorleistung und geringerer Fahrgastkapazität erwies sich der Betrieb gegenüber dem des SiU-5 als kostenintensiver, so dass die Serienproduktion bald beendet wurde. Oberleitungsbusse dieses Typs fuhren in Kirow, Moskau und Tscheboksary.

## Entwurfsanalyse
Zum Zeitpunkt seines Erscheinens setzte der SiU-5 fortschrittliche Ideen des sowjetischen Oberleitungsbusbaues um: Erstmals in der UdSSR wurden ein selbsttragender Wagenkasten und eine vollautomatische Schützsteuerung verwendet, die elektrische Ausrüstung in Hoch- und Niederspannungsstromkreise getrennt und zahlreiche von Hand oder pneumatisch angetriebene Geräte der früheren Modelle durch elektrische ersetzt. Besondere Aufmerksamkeit wurde von den Entwicklern auf den Komfort der Fahrgäste und die Ergonomie des Arbeitsplatzes des Fahrers gelegt. Durch den groß bemessenen SiU-5-Wagenkasten konnten entlang beider Seiten zweisitzige Sitzbänke mit einem ausreichend breiten Durchgang dazwischen angeordnet werden. Der hintere Einstiegsbereich war geräumig und besonders für Fahrgäste mit größerem Gepäck geeignet; die im Vergleich zum Vorgänger MTB-82 breiten Zugänge beschleunigten den Fahrgastwechsel erheblich. Die großen verglasten Fensterflächen trugen zu einem guten Blickfeld aus Fahrerkabine und Fahrgastraum bei. Als hochfluriger Bus war er für Rollstuhlfahrer und Passagiere mit Kinderwagen ungeeignet. Entsprechende Anforderungen wurden seitens der sowjetischen Führung des Transportwesens auch nicht gestellt. Invaliden in der UdSSR hatten im Rahmen der Sozialversorgung und der Hilfe der Allunions-Invalidenvereinigung Anspruch auf ein kleines Auto und Personen mit Kind waren nach den Vorschriften verpflichtet, in öffentliche Verkehrsmitteln mit dem Kind an der Hand ein- und auszusteigen, um so Unfälle zu vermeiden.

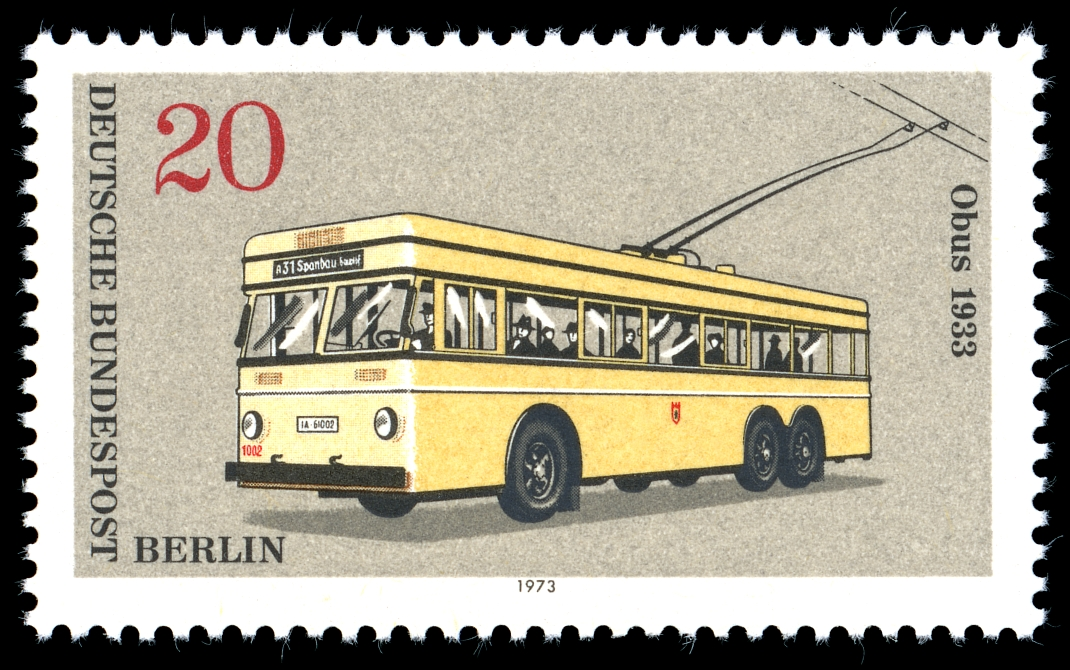
Deutscher Oberleitungsbus der Firma Büssing-NAG auf einer Briefmarke

Im Vergleich mit dem technischen Niveau ausländischer Oberleitungsbusse nahm der SiU-5, wenn auch mit bedeutender Verzögerung, seinen Platz in der Reihe der zeitgemäßen Modelle ein. So hatten bereits unter anderen die deutschen Oberleitungsbusse von Büssing-NAG aus den späten 1930er-Jahren eine automatische Schützsteuerung und einen selbsttragenden Wagenkasten.

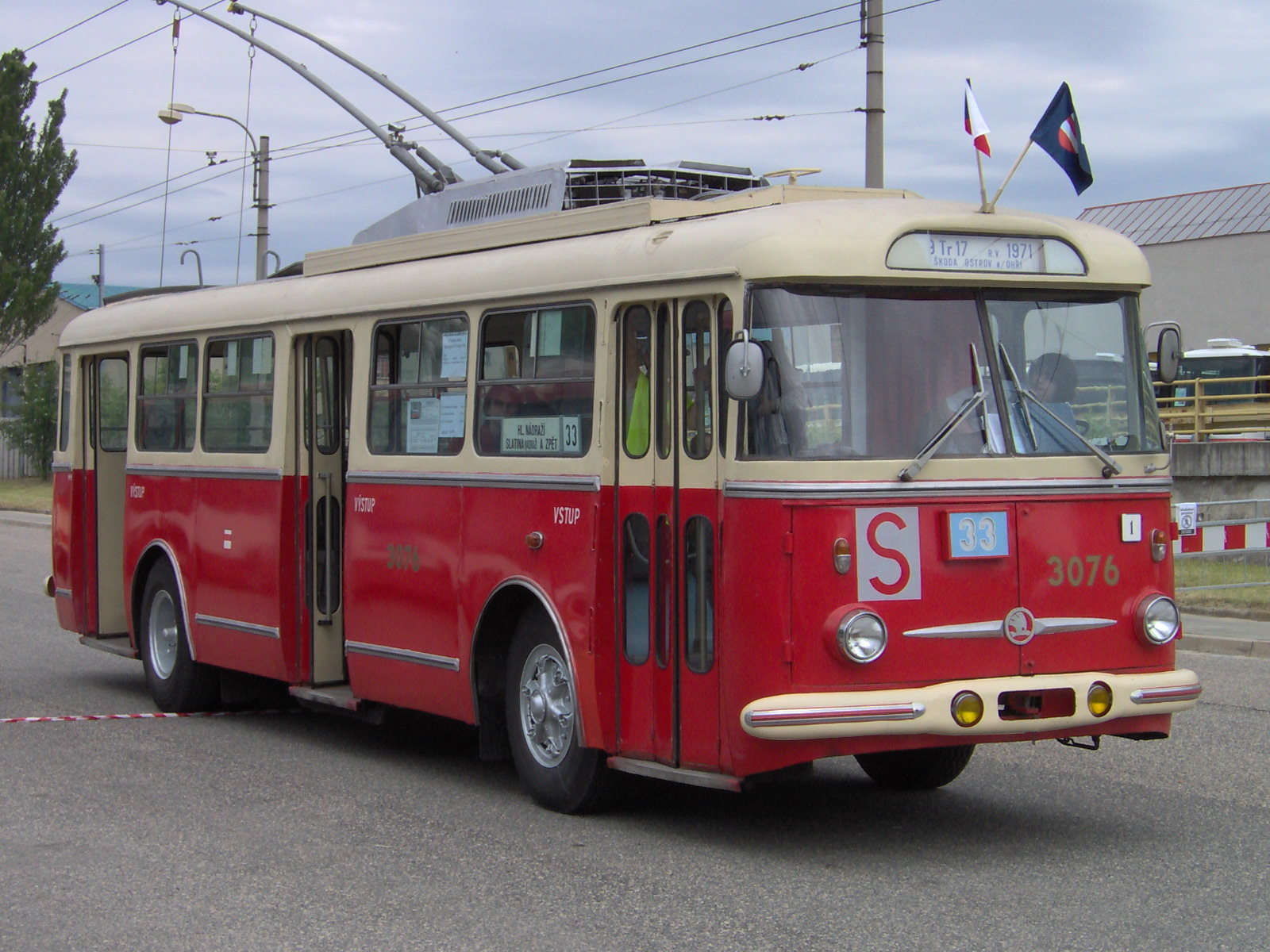
Ein tschechischer Oberleitungsbus vom Typ Škoda-9Tr, zeitgenössisches Modell und Alternative zum SiU-5 in einigen sowjetischen Städten

Nach der Behebung seiner Kinderkrankheiten bewährte sich der SiU-5 im Betrieb als recht komfortables Fahrzeug. Wie viele andere Typen wurde er jedoch stark von der Haupttendenz im sowjetischen Maschinenbau der 1960er-Jahre beeinflusst – dem Streben nach einer billigeren Produktion und höheren Fertigungszahlen. Die geringe Lebensdauer und Zuverlässigkeit der Konstruktion war oft die Folge dieses Trends – der SiU-5 bildete hier keine Ausnahme. Auch führte die große Zahl der Neuerungen im Entwurf anfänglich zu Schwierigkeiten bei der Einführung des SiU-5. Des Weiteren erhielten die sowjetischen Verkehrsbetriebe infolge der staatlichen Finanzierung und der hohen Produktionszahlen viele neue Fahrzeuge planmäßig geliefert, so dass es keine Anreize für einen sorgsamen Umgang mit dem schon vorhandenen Fuhrpark gab. Hinzu kam nicht selten fehlende Sorgfalt der Arbeiter im Umgang und bei der Pflege der Fahrzeuge. Die Entwurfsmängel des SiU-5 spielten hierbei auch eine bedeutende Rolle, so war seine Betriebsdauer viel kürzer im Vergleich mit den Fahrzeugen der Stalin-Ära oder mit importierten ausländischen Fahrzeugen.
Ende der 1960er-Jahre sah die sowjetische Transportführung den SiU-5 nicht mehr als modernen Oberleitungsbus an, so begann das SiU die Entwicklung eines neuen Fahrzeugs. Das Werk stellte 1971 den ersten Prototyp her, aus dem später der meistgebaute Oberleitungsbustyp der Welt, der SiU-9 (oder SiU-682) entstand. Den neuen geschweißten stählernen Wagenkasten mit einem kantigeren Äußeren und nunmehr drei Türen sowie die zusätzliche pneumatische Federungsstufe ausgenommen, wies der SiU-9 im Vergleich mit dem SiU-5 keine bedeutenden Neuerungen in seiner Konstruktion und Ausrüstung auf.

## Erhaltene Fahrzeuge

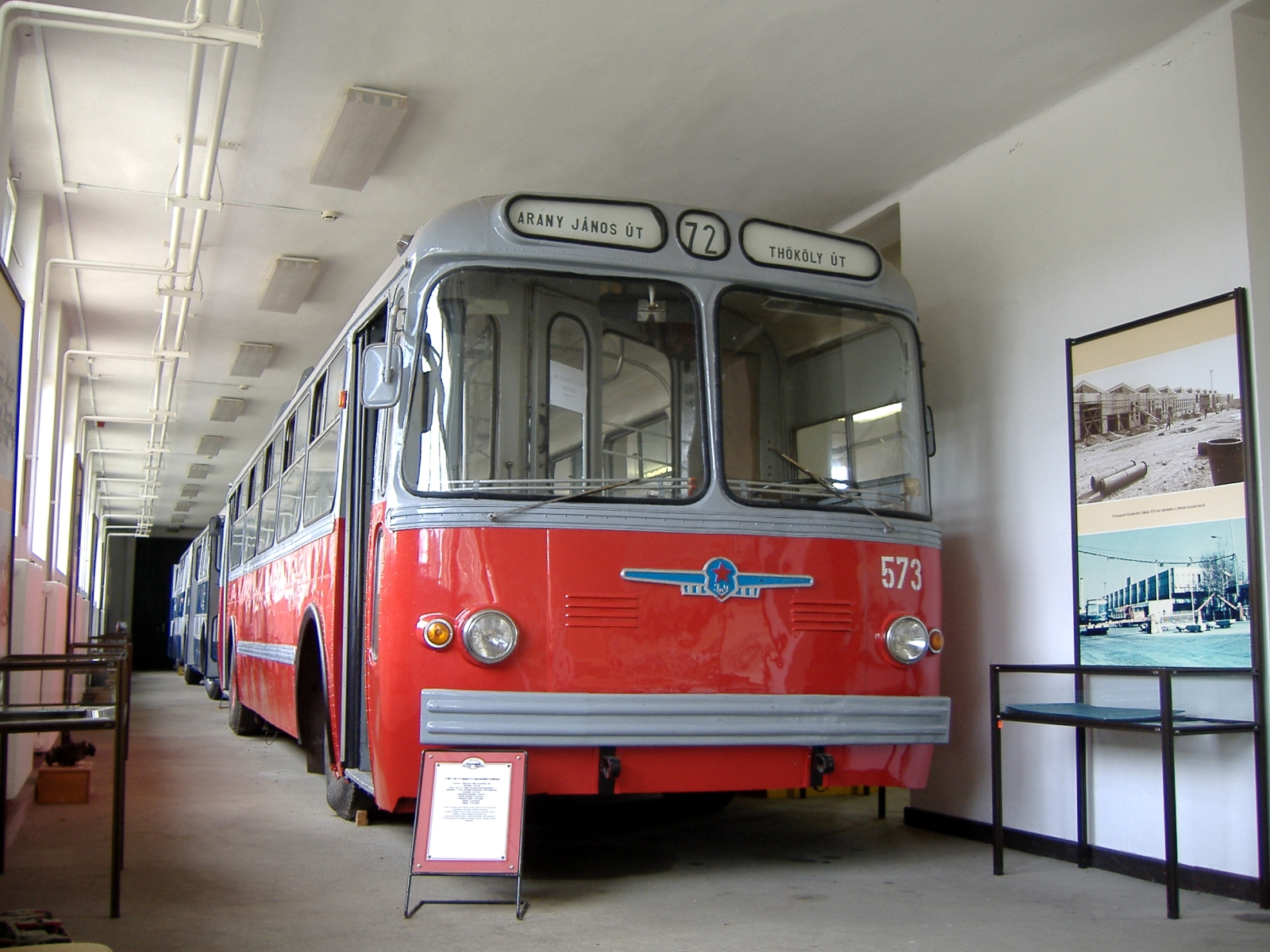
Budapester Museumswagen vom Typ SiU-5G

Ein Teil der ausgemusterten SiU-5 wurde nicht sofort verschrottet, sondern ihre Wagenkästen wurden als Schuppen, Gartenlauben oder Bauwagen auf Baustellen weiter benutzt. Auch bauten einige Verkehrsbetriebe einzelne Fahrzeuge in gutem Zustand zu Arbeitswagen für Dienstzwecke um; sie wurden Lehrfahrzeuge, selbstfahrende Reparaturwerkstätten oder Kantinen für das Personal. Ab Mitte der 1990er Jahre verkehrten keine SiU-5 mehr im regulären Fahrgastverkehr, auf Grund ihrer Bedeutsamkeit in der Geschichte des sowjetischen Transportwesens begannen jedoch einige Organisationen und Trolleybusfreunde mit Arbeiten zur Aufarbeitung von Fahrzeugen des einst zahlreichsten Obustyps der ehemaligen UdSSR. Selbst vollständig ausgeschlachtete Wagenkästen wurden restauriert, infolge des Verlusts einiger der ursprünglichen Geräte wurden diese durch kompatible Teile des weitverbreiteten SiU-682 ersetzt. Als Ergebnis dieser Aktivität sind heute insgesamt sieben fahrtüchtige SiU-5 in Sankt Petersburg, Moskau, Kirow, Nischni Nowgorod und Budapest vorhanden. Auch existieren einige nicht fahrtüchtige SiU-5 in diesen und anderen russischen oder weißrussischen Städten sowie im Betriebsmuseum der Firma Trolsa.
Das Museum des öffentlichen Verkehrs in Moskau besitzt drei fahrtüchtige und zwei weitere nicht-betriebsbereite Oberleitungsbusse dieses Typs, darunter verschiedenste Ausführungen. Ein fahrtüchtiger SiU-5G und zwei weitere nicht-betriebsbereite SiU-5 (Modell 1960) gehören zur Sammlung des Museums des elektrischen Stadtverkehrs in Sankt Petersburg. Die Moskauer Exponate nehmen häufig an Fahrzeugausstellungen teil. Der Kirower SiU-5D fährt auf Obus-Linien mit Passagieren manchmal an Feiertagen aus. Der Nischni Nowgoroder SiU-5D ist, obwohl fahrtüchtig, seit 2006 als technisches Denkmal im Freien aufgestellt. Ein weiterer gut erhaltener und fahrtüchtiger SiU-5 befindet sich im Budapester Straßenbahnmuseum.